# Чай «со слоном»
Чай «со слоном» — традиционное название чёрного байхового чая, выпускавшегося в СССР в пачках, на которых был изображён стилизованный слон с погонщиком. Чай назывался «индийским», хотя являлся купажом (смесью) продукции разных мест и сортов. В качестве частей смеси обычно называются[кто?] индийский и грузинский чаи, к которым могла добавляться продукция и других регионов.

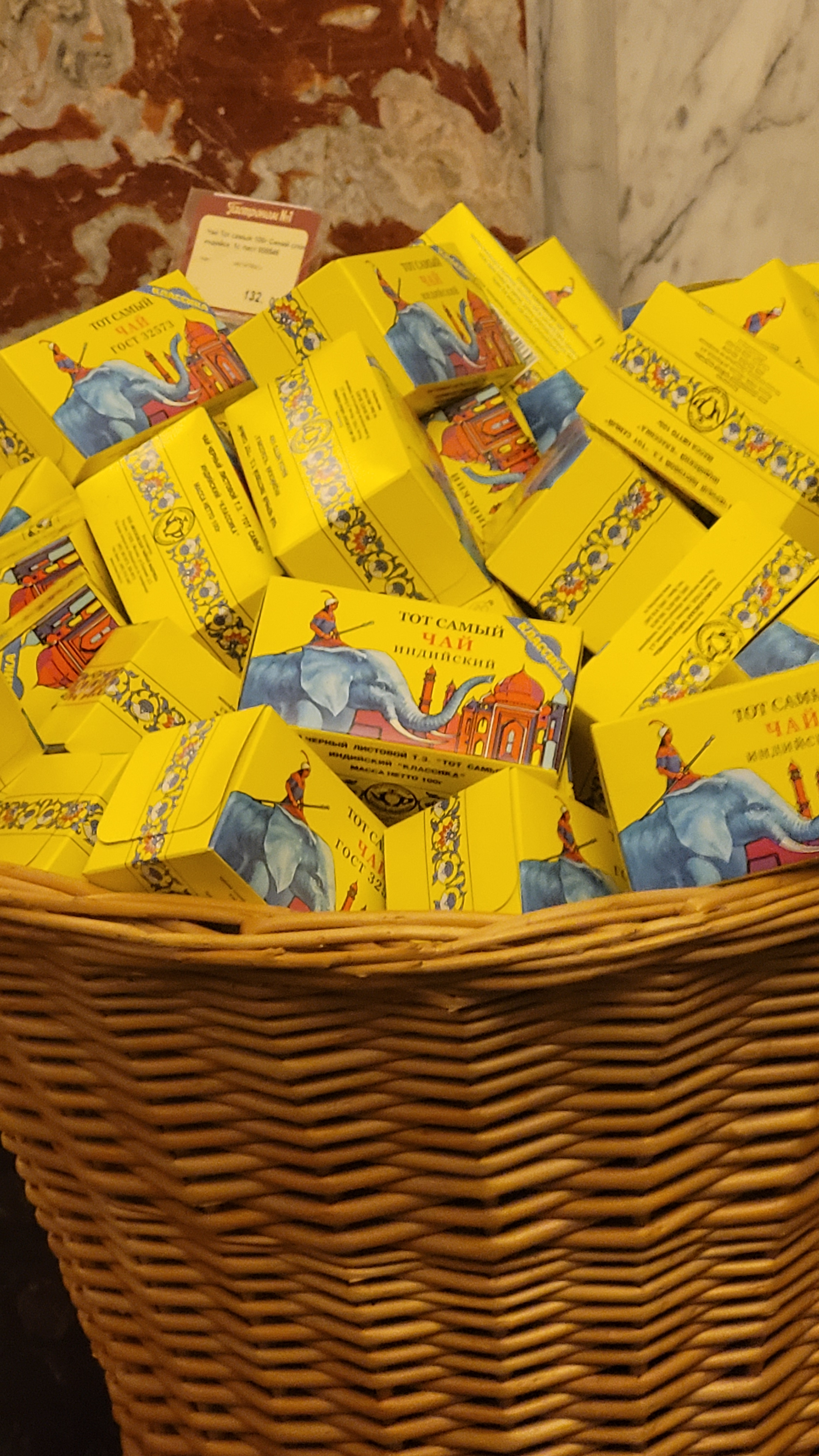
Пачки чая "Тот самый чай со слоном" производства 2022 года

В Российской Федерации Московская чайная фабрика выпускает серию сортов чая под брендом «Тот самый чай», оформление которых схоже с чаем «со слоном», выпускавшимся в СССР.

## Состав
В качестве создателей оригинального рецепта смеси указываются Иркутская чаеразвесочная фабрика или же Московская чайная фабрика. Первоначальный внешний вид коробки был разработан в 1967 году по заказу Московской чайной фабрики. В 1972 году этот чай поступил в продажу.
В качестве вариантов купажа называются смеси из 2/3 грузинского чая и 1/3 индийского, а также для чая «со слоном» первого сорта: 55 % грузинского, 25 % мадагаскарского, 15 % индийского и 5 % цейлонского чая. В качестве возможного сорта индийского чая называется дарджилинг (один из лучших индийских сортов). Рецепты чая должны были соответствовать требованиям ГОСТ/ТУ (ГОСТ 1938-73, ТУ 10-04-05-28-88, ГОСТ 1938-90).
В СССР этот чай выпускался на ряде чаеразвесочных фабрик, в том числе на Московской, Иркутской, Рязанской, Уфимской, Одесской. Каждая фабрика имела своих профессиональных дегустаторов, которые из закупленных партий составляли смеси с нужными характеристиками (вкус, цвет, запах, цена и т. д.). Кроме того, у фабрик была определённая самостоятельность, в частности в заключении договоров на поставку грузинского чая.

## Сорта и оформление
Чай со слоном фасовался в картонных коробках разного веса (50 гр., 75 гр., 100 гр. и 125 гр.), разного оформления (слон с опущенным хоботом идёт влево, три слона с опущенными хоботами идут влево, слон с поднятым хоботом смотрит вправо на фоне куполов индийских зданий) и с использованием разных комбинаций цветов. Оформление упаковок на фабриках со временем менялось, какие-то варианты оформления у разных фабрик совпадали.
Чай выпускался двух сортов: высшего и первого. Внешне оформление этих двух сортов могло отличаться, например, цветом головы слона (зелёного цвета у высшего сорта и синего у первого).
Согласно международной классификации сортов, качество чая первого сорта оценивается в 3—4 балла по десятибалльной шкале.

## Популярность
В ряде воспоминаний[кого?], посвящённых последним годам существования СССР, чай «со слоном» отмечается, как один из заметных символов эпохи.
В начале 2000-х годов эта марка чая была самой узнаваемой на российском рынке — её знали 73,4 % россиян; это привело  появлению на рынке чаёв с аналогичным (стилизованным) названием.